# ホークスベイ・ユナイテッドFC
ホークスベイ・ユナイテッドFC（Hawke's Bay United FC）は、ニュージーランドのネーピアをホームタウンとする、ニュージーランド・フットボールチャンピオンシップに加盟するサッカークラブ。

## 概要
1973年、ネーピア・シティ・ローバーズFCとして創立。
2004年、ニュージーランド・フットボールチャンピオンシップ発足後は、2004-2005年のリーグ初年度はネーピア・シティ・ローバーズFCとして加盟するものの、2005-2006年シーズンより、チーム名を現在のホークスベイユナイテッドとしてリーグに参戦している。
2014-2015年シーズンプレーオフでは決勝でオークランド・シティFCと対戦し、1-2で敗れ準優勝という成績でシーズンを終えた。

## 現所属メンバー
2015年12月29日現在
注：選手の国籍表記はFIFAの定めた代表資格ルールに基づく。
| No. | Pos. |                  | 選手名                     |
| --- | ---- | ---------------- | -------------------------- |
| 1   | GK   | イングランド     | ジョシュ・ヒル             |
| 2   | DF   | ニュージーランド | ショーン・リディコート     |
| 3   | DF   | 日本             | 松本光平                   |
| 4   | DF   | ニュージーランド | フィン・ミルン             |
| 5   | DF   | ニュージーランド | ハリソン・ナッシュ         |
| 6   | MF   | ニュージーランド | アレックス・ペイルゼビック |
| 7   | MF   | ニュージーランド | コリー・チェトルバーグ     |
| 8   | MF   | ニュージーランド | トム・ビス                 |
| 9   | FW   | ニュージーランド | カイル・キング             |
| 10  | MF   | ニュージーランド | ゼイン・ソール             |
| 11  | MF   | マレーシア       | カイヤ―・ジョーンズ        |

| No. | Pos. |                  | 選手名                       |
| --- | ---- | ---------------- | ---------------------------- |
| 12  | FW   | ニュージーランド | チョウズン・マウカウ         |
| 13  | MF   | カナダ           | ゴッドウィン・アダイ         |
| 14  | MF   | アメリカ合衆国   | ジェイド・メシアス           |
| 15  | FW   | ニュージーランド | サム・メイソン・スミス       |
| 16  | FW   | ニュージーランド | ハミッシュ・ワトソン         |
| 17  | FW   | ニュージーランド | ブラッド・ヒックリング       |
| 21  | DF   | ニュージーランド | ファビエン・クリマティ       |
| 22  | DF   | イングランド     | ダニエル・ウィルソン         |
| 25  | GK   | ニュージーランド | カイル・バクスター           |
| -   | GK   | ニュージーランド | ジャロッド・ヘイズティングス |